# Бунимович, Абрам Исаакович
Абра́м Исаа́кович Бунимо́вич (1917—1999) — советский и российский учёный-механик, доктор физико-математических наук (1969), профессор (1970).

## Биография
Абрам Исаакович Бунимович родился 22 декабря 1917 года в Киеве. В 1934 году после окончания средней школы поступил на механико-математический факультет Московского университета и в 1940 году с отличием окончил его по кафедре гидромеханики. После этого он был принят в аспирантуру при НИИ механики МГУ.
Но закончить аспирантуру тогда ему не удалось: началась Великая Отечественная война, и 23 июня 1941 года Абрам Бунимович ушёл со второго курса аспирантуры на фронт. Во время войны участвовал в боях на Волховском, Степном, 1-м и 2-м Украинских фронтах; в качестве офицера артиллерийской разведки принимал участие в Корсунь-Шевченковской, Днепровско-Карпатской, Ясско-Кишинёвской, Бухарестско-Арадской, Будапештской, Венской, Пражской и других боевых операциях. Прошёл боевой путь от командира взвода разведки до старшего помощника начальника артиллерийской разведки 2-го Украинского фронта.
В сентябре 1945 года после демобилизации вернулся в аспирантуру при НИИ механики и в январе 1948 года защитил кандидатскую диссертацию (тема — «Об истечении газа с дозвуковыми скоростями»). С 1948 по 1961 годы работал старшим научным сотрудником в НИИ-1 МАП СССР и в ЦИАМ. Там он выполнил ряд работ по теоретическому и экспериментальному исследованию обтекания решётчатых систем потоком газа с дозвуковыми скоростями, результаты которых нашли широкое применение при проектировании и разработке реактивных двигателей.
С 1961 года А. И. Бунимович работал доцентом на кафедре газовой и волновой динамики мехмата МГУ. В период 1961—1963 годов заведовал также отделом газовой и волновой динамики Института механики МГУ. После аварии при проведении эксперимента на сверхзвуковой трубе А-8 ушёл из Института механики.
С 1977 года — профессор кафедры газовой и волновой динамики. В 1969 году ему была присуждена степень доктора физико-математических наук, а в 1980 году — учёное звание профессора. 
Помимо научно-исследовательской деятельности, А. И. Бунимович вёл значительную педагогическую работу. Он читал для студентов мехмата МГУ курсы «Механика сплошной среды», «Гидроаэродинамика», «Гиперзвуковые течения газа», «Аэродинамика разреженного газа», «Газодинамика пограничного слоя»). Был парторгом кафедры, секретарём партбюро отделения механики, член факультетского партбюро мехмата.
Похоронен на Востряковском кладбище.

## Научная деятельность
Научные интересы А. И. Бунимовича охватывали ряд разделов механики: теорию пограничного слоя, газовую динамику и динамику разреженного газа, задачи о проникании твёрдых тел с большими скоростями в различные среды (грунты, металлы), применение теоретико-групповых методов к различным проблемам механики (неизотермическое движение газа в газопроводах, теория кинетических уравнений, движение неньютоновских жидкостей). В 1948 году он одним из первых выполнил фундаментальные исследования движения тонких тел при больших сверхзвуковых скоростях, в ходе которых были строго доказаны законы подобия при наличии ударных волн. Ему принадлежат также пионерские исследования по обтеканию тел и систем тел потоком разреженного газа в области течения со скольжением (появление новых задач обтекания тел газом было тесно связано с бурным развитием ракетно-космической техники, создание сверхзвуковых летательных аппаратов). Позднее А. И. Бунимовичем была создана научная школа по исследованию обтекания тел и систем тел во всем диапазоне высот полёта в разреженном газе и построена общая теория локального взаимодействия тел с различными средами, нашедшая широкое применение при определении характеристик и формы тел минимального сопротивления, движущихся в газообразной среде.
Немало работ А. И. Бунимович посвятил изучению течения разреженного газа в каналах и решётках. Вместе со своими учениками он выполнил большой цикл работ по исследованию обтекания вращающихся тел в потоке разреженного газа. Им были сформулированы и решены задачи об оптимальной форме тел минимального сопротивления при проникании в деформируемые среды. А. И. Бунимовичем и его учениками (В. Р. Душин, Б. И. Сиперштейн, А. В. Краснослободцев) выполнен большой класс исследований групповыми методами новых задач механики, имеющих важные практические приложения (изучение инвариантно-групповых решений кинетических уравнений).
А. И. Бунимович — автор свыше 190 научных работ. Им было подготовлено 18 кандидатов наук, при его консультации защищены 4 докторские диссертации.

## Семья
- Жена — Раиса Ефимовна Бунимович (урождённая Володарская; 1922—1986), учитель математики[14].
  - Сыновья — математики Леонид Бунимович и Евгений Бунимович.

## Награды и премии

### За боевые заслуги
- Орден Отечественной войны I степени (1944)[4][8]
- Орден Отечественной войны II степени (1944, 1985)[4][8]
- Орден Красной Звезды (1945)[4][8]
- Медаль «За боевые заслуги» (1943)[4]
- Медаль «За взятие Будапешта» (1945)[4]
- Медаль «За взятие Вены» (1945)[4]
- Медаль «За победу над Германией в Великой Отечественной войне 1941—1945 гг.» (1945)[4]

### За научные достижения
- Премия Совета Министров СССР (1990) — за цикл работ по динамике соударения и разрушения (в составе коллектива учёных)[15]
- Серебряная медаль ВДНХ[6]
- Бронзовая медаль ВДНХ[6]
- Почётное звание «Заслуженный профессор Московского университета» (1997)[4][16]

## Публикации

### Отдельные издания
- Бунимович А. И., Орлова Г. С. . Сборник аэродинамических характеристик плоских компрессорных решеток. — М.: ЦИАМ, 1955. — 170 с.
- Рахматулин Х. А., Сагомонян А. Я., Бунимович А. И., Зверев И. Н. . Газовая динамика. — М.: Высшая школа, 1965. — 722 с.
- Bunimovich A. I., Dubinskii A. V. . Mathematical Models and Methods of Localized Interaction Theory. — Singapore: World Scientific, 1995. — xi + 226 p. — (Series on Advances in Mathematics for Applied Sciences). — ISBN 9-810-21743-9.

### Некоторые статьи
- Бунимович А. И.  Об обтекании плоской полубесконечной пластины потоком вязкого разреженного газа // Изв. АН СССР. Механика и машиностроение. — 1959. — № 5.
- Бунимович А. И., Святогоров A. A. . Аэродинамические характеристики плоских компрессорных решёток при большой дозвуковой скорости // Лопаточные машины и струйные аппараты. Вып. 2. — М.: Машиностроение, 1967. — 236 с. — С. 5—35.
- Бунимович А. И., Дубинский А. В.  Вариационный метод для обобщённого класса функционалов и его применение к задачам аэромеханики // Изв. АН СССР. Механика жидкости и газа. — 1973. — № 1. — С. 15—26.
- Бунимович А. И.  Соотношения между силами, действующими на тела, движущиеся в разреженном газе, в потоке света и в гиперзвуковом ньютоновском потоке // Изв. АН СССР. Механика жидкости и газа. — 1973. — № 4. — С. 89—95.
- Бунимович А. И., Дубинский А. В.  Метод оптимизации для обобщённого класса функционалов и его применение к задаче об определении формы тела максимального аэродинамического качества // Вестник МГУ. Сер. 1. Математика, механика. — 1973. — № 6. — С. 87—90.
- Бунимович А. И.  Аэродинамические характеристики осесимметричных тел при обтекании в условиях «закона локальности» // Вестник МГУ. Сер. 1. Математика, механика. — 1974. — № 4. — С. 97—102.
- Бунимович А. И., Дубинский А. В.  Обобщённые законы подобия при обтекании пространственных тел // Прикл. математика и механика. — 1975. — Т. 39, вып. 4. — С. 103—111.
- Бунимович А. И., Сиперштейн Б. И. . Групповые свойства уравнений, описывающих движение газа в длинных трубопроводах // Газовая и волновая динамика / Под ред. Х. А. Рахматулина. — М.: Изд-во Моск. ун-та, 1975. — 137 с. — С. 103—109.
- Бунимович А. И., Краснослободцев А. В.  Инвариантно-групповые решения кинетических уравнений // Изв. АН СССР. Механика жидкости и газа. — 1982. — № 4. — С. 135—140.
- Бунимович А. И., Якунина Г. Е.  Исследование формы поперечного контура конического пространственного тела минимального сопротивления, движущегося в разреженном газе // Изв. АН СССР. Механика жидкости и газа. — 1986. — № 5. — С. 112—117.
- Бунимович А. И., Якунина Г. Е.  О форме тел вращения минимального сопротивления, движущихся в пластически сжимаемой и упругопластической средах // Прикл. математика и механика. — 1987. — Т. 51, вып. 3. — С. 496—503.
- Бунимович А. И., Якунина Г. Е.  О форме тела вращения минимального сопротивления при безотрывном проникании в пластически сжимаемые среды // Прикл. математика и механика. — 1989. — Т. 53, вып. 5. — С. 860—863.
- Бунимович А. И., Дубинский А. В.  Аэродинамические характеристики произвольно вращающихся тел в газе различной разреженности // Космические исследования. — 1989. — Т. 27, вып. 2.
- Бунимович А. И., Дубинский А. В.  Развитие, современное состояние и приложения теории локального взаимодействия (обзор) // Изв. РАН. Механика жидкости и газа. — 1996. — № 3. — С. 3—18.
- Бунимович А. И., Дубинский А. В.  О расчёте вращательных производных при локальном взаимодействии потока с поверхностью тела // Прикл. математика и механика. — 1998. — Т. 62, вып. 1.